# 小泉梧郎
小泉 梧郎（こいずみ ごろう、1895年（明治28年）8月24日 - 1974年（昭和49年）3月4日）は、日本の内務官僚、実業家。官選県知事。

## 経歴
鳥取県出身。小泉謙蔵の五男として生まれる。第三高等学校を卒業。1921年11月、高等試験行政科試験に合格。1922年、東京帝国大学法学部法律学科（独法）を卒業。内務省に入省し山梨県属となる。
以後、内務省社会局事務官、山形県書記官・警察部長、熊本県書記官・経済部長、広島県書記官・警察部長、福岡県書記官・警察部長、兵庫県書記官・警察部長、国民精神総動員本部常任理事、大政翼賛会協力会議部長などを歴任。
1942年1月、島根県知事に就任。中等教育の刷新、浜田港修築工事の着工、食糧増産などに尽力。1943年8月、中国地方行政協議会参事官に転任。1944年8月、岡山県知事に転任し終戦を迎えた。1945年9月、内務省国土局長となり、同年10月に同警保局長に転じ1946年1月まで在任し退官した。その後、公職追放となる。
そして、日本スコッチライト社長、日本ドライケミカル社長を務めた。